# Кармания (альбом)
«Кармания» — второй студийный альбом группы «Кар-мэн», выпущенный агентством «Марафон» компании Gala Records в виде магнитоальбома на магнитофонных катушках и аудиокассетах в августе 1991 года.
В феврале 1992 года альбом был повторно издан в виде магнитоальбома. В 1992 году компания Gala Records выпустила альбом на грампластинках. В 1993 году альбом был издан фирмой на компакт-дисках, а в 1994 году — на аудиокассетах. В 2024 году альбом был переиздан фирмой Maschina Records на компакт-дисках и грампластинках с добавлением песен «Чао, Бамбино» и «Чио-Чио-Сан (1991 version)».

## Об альбоме
В сентябре 1990 года экзотик-поп-дуэт «Кар-Мэн» приступил к записи в студии «Гала» нового альбома «Кар-Мания», выход которого был намечен на март 1991 года. По звучания среди прочих группа ориентировалась на стиль бельгийской хип-хаус-группы Technotronic. В альбом вошло девять песен, записанных в жанрах электропоп («В Багдаде всё спокойно», «Бомбей буги», «Девушка с Карибских островов/Caribbean Girl», «Сан-Франциско», «Парень из Африки»), хип-хаус («Bad russians», «Филиппинская колдунья»), нью-джек-свинг («День рождения в Монте-Карло») и хип-хоп («Робин Гуд»).
Песня «Парень из Африки» была записана для первого альбома «Вокруг света» в марте 1990 года, появилась в репертуаре дуэта в мае, но в итоге вышла только на втором альбоме. По словам Лемоха, идея написать эту песню родилась после просмотра очередной серии популярного бразильского телесериала «Рабыня Изаура», именно поэтому в аранжировке и была использована мелодия из музыкальной заставки к сериалу. Ещё один совместный трек «Сингапур» был записан для второго альбома, но был выпущен вместе с треком «Парень из Африки» в виде сингла на рекламной кассете от студии «Гала» в марте 1991 года. В мае 1991 года после ухода Богдана Титомира в сольное творчество Сергей Лемо́х перезаписал вокальные партии всех уже записанных совместно песен и переименовал «дуэт» в «экзотик-поп-группу». Компания «Гала-рекордс» выпустила альбом «Кармания» через агентство «Марафон» в виде магнитоальбома на магнитофонных катушках и аудиокассетах в августе 1991 года.

## Хит-парады
9 августа 1991 года хип-хаус-композиция «Бэд рашнс» дебютировала на 18 месте в хит-параде «Top 20 Hits» «Звуковой дорожки МК». 13 сентября «Бэд рашнс» поднялась на третье место хит-парада, а «Парень из Африки» дебютировал на 11 месте. В ноябре в хит-параде появились песни «Бэд рашнс» (10 место), «Бомбей-буги» (13 место) и «Багдад» (17 место).
По итогам 1991 года группа «Кар-Мэн» заняла третье место в списке «Лучших групп года» в хит-параде «Звуковая дорожка» согласно опросу читателей газеты «Московский комсомолец». Помимо этого альбом «Кармания» занял 10 место в списке «Лучших грампластинок года» и 3 место в списке «Лучших магнитоальбомов года», а песни «Бомбей-буги» (3 место) и «Бэд рашнс» (17 место) попали в список «Лучших песен года». Раскол в дуэте «Кар-Мэн» занял 5 место в списке «Событий года».
В феврале 1992 года песня «Сан-Франциско» дебютировала на 20 месте в хит-параде «Top 20 Hits» «Звуковой дорожки МК», помимо уже имевших место «Bad russians» и «Багдад». По итогам 1992 года группа «Кар-Мэн» заняла первое место в списке «Лучших групп года» в хит-параде «Звуковая дорожка» согласно опросу читателей газеты «Московский комсомолец». Помимо этого альбом «Кармания» занял 2 место в списке «Лучших магнитоальбомов года», а песни «Сан-Франциско» (3 место), «Багдадский вор» (14 место) и «Бэд рашнс» (18 место) попали в список «Лучших песен года».

## Критика
В 1993 году рецензент журнала «Эхо планеты» отметил, что слушать альбом «совсем не обязательно — достаточно взять в руки, и в голове уже само играет», поскольку композиции из альбома активно ротировались на телевидении.
В 2002 году автор Светлана Коваленко в своей книге «Современные музыканты. Краткий биографический словарь» отметила, что стилистика альбома повторяет фирменное звучание первого альбома «Вокруг света», изменений в концепции (рассказ о разных городах и странах) и звуке не произошло.

## Список композиций
| №                   | Название                       | Длительность |
| ------------------- | ------------------------------ | ------------ |
| 1.                  | «Bad Russians»                 | 4:36         |
| 2.                  | «В Багдаде всё спокойно»       | 4:10         |
| 3.                  | «Бомбей буги»                  | 4:16         |
| 4.                  | «Девушка с Карибских островов» | 4:41         |
| 5.                  | «Сан-Франциско»                | 4:55         |
| 6.                  | «Филиппинская колдунья»        | 5:18         |
| 7.                  | «Робин Гуд»                    | 4:33         |
| 8.                  | «День рождения в Монте-Карло»  | 4:55         |
| 9.                  | «Парень из Африки»             | 4:05         |
| Общая длительность: | Общая длительность:            | 41:29        |